# Rhexoza freyi
Rhexoza freyi is een muggensoort uit de familie van de Scatopsidae. De wetenschappelijke naam van de soort is voor het eerst geldig gepubliceerd in 1936 door Duda.